# قناة كلوريد
قنوات الكلوريد هي إحدى أنواع القنوات الأيونية، والمسؤولة عن ضبط نقل أيونات الكلوريد داخل الخلايا؛ ولا تزال هذه القنوات محط دراسة وبحث لقهم آلية عملها.
يمكن لهذه القنوات أن تمرر أيونات أخرى، ولكنها تدعى بقنوات الكلوريد لأن تركيز تلك الأيونات في الجسم الحي أعلى من أي أنيون (أيون سالب) آخر.